# Cultura bizantină

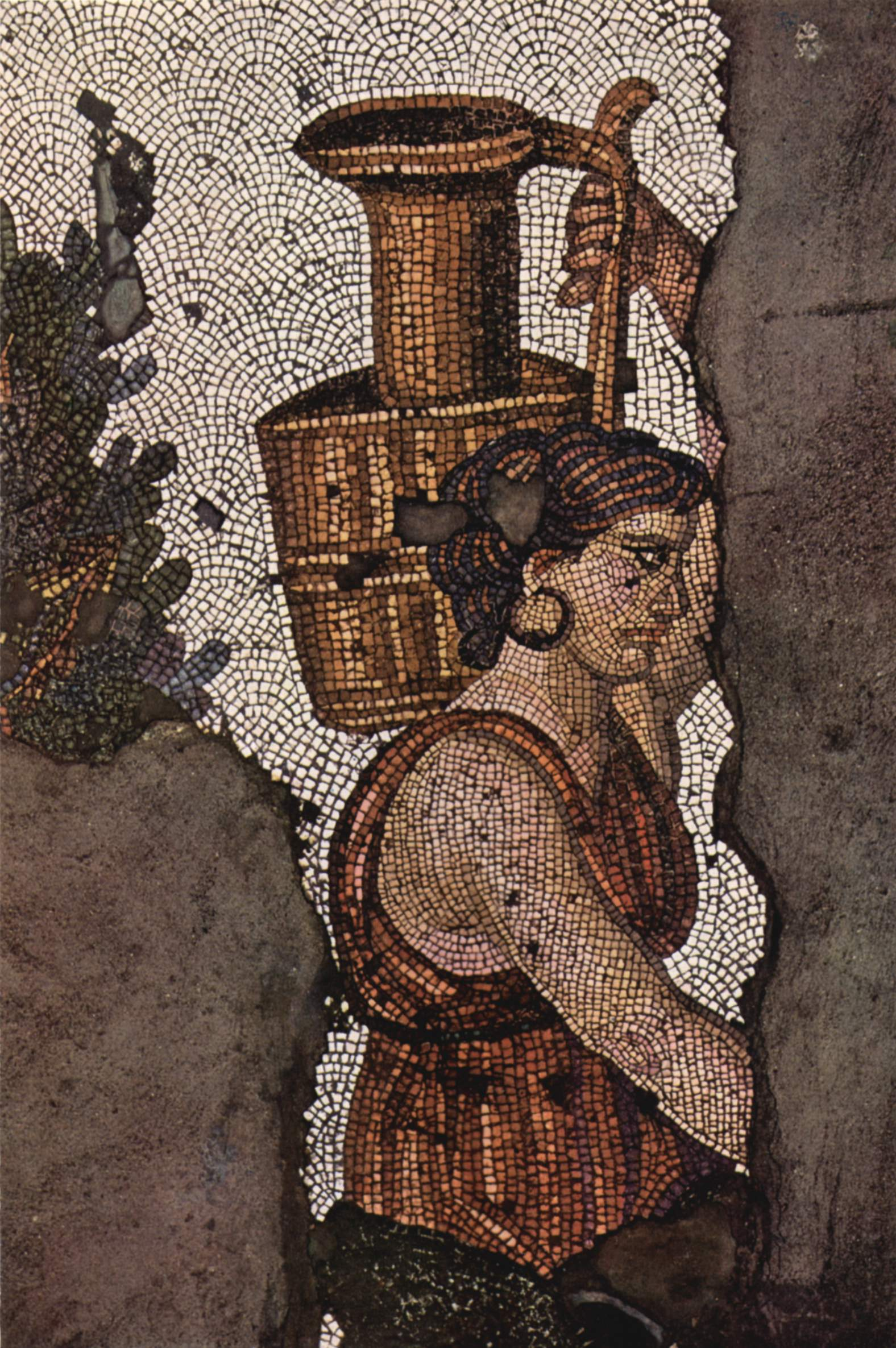
Mozaic bizantin (sec. V)

În Evul Mediu Timpuriu numit și Antichitatea Târzie, odată cu decăderea Imperiului Roman de Apus teritoriile sale au suferit o răspândire a analfabetismului,  o decădere sau distrugere a bibliotecilor și lipsa cărților. Odată cu întemeierea în estul Imperiului a Constantinopolului (în secolul al IV-lea), în Imperiul Roman de Est se dezvoltă puternic cultura bizantină, apar numeroase biblioteci, unele particulare (precum cea menționată de Fozio în secolul al IX-lea), iar piața de carte prosperă. Viața intelectuală a imperiului bizantin va cunoaște până în 1453 (momentul cuceririi turce) doar două momente de stagnare: în epoca iconoclaștilor (sec. VIII-IX) și după jefuirea Constantinopolului de către cruciați în 1204. Începând cu secolul al XII-lea, odată cu creșterea demografică și economică a Occidentului centrul cultural al Europei se mută, în același timp monopolul instituțiilor monarhale asupra manifestărilor culturale începe să scadă.
Bizantinismul este un termen folosit în știința politică și filozofia politică pentru a descrie sistemul politic și cultura imperiului bizantin, dar și ai succesorilor săi spirituali, în special țările din Balcani, Imperiul otoman și Rusia.